# ACY1
ACY1（氨基酰化酶1，缩写ACY-1，也称为附睾管腔蛋白-S-5，缩写HEL-S-5）是一个人类基因 ACY1 编码的蛋白质，是一种位于胞质溶胶的二聚体锌结合水解酶，EC编号3.5.1.14，位于人类第3号染色体上3p21.1区域。